# Benito Juárez (Guerrero)
Benito Juárez (México), é uma cidade do estado de Guerrero, no México.